# Ara Rock
Der Ara Rock ist eine monolithische Felsformation bei Ara Town im Bundesstaat Nassarawa, nahe an der Grenze zum Bundesstaat Federal Capital Territory im Zentrum Nigerias. Er überragt die umliegende Ebene um etwa 120 Meter und ist ein beliebtes Ausflugsziel von Besuchern der Stadt Ara. Außerdem werden an dem Felsen jährlich Festivals und kulturelle Veranstaltungen abgehalten.